# Robert F. Wagner Jr.
Pour les articles homonymes, voir Robert Wagner et Wagner.
Robert Ferdinand Wagner, Jr. (né le 20 avril 1910, mort le 12 février 1991) est un homme politique américain, membre du parti démocrate qui exerce trois mandats de maire de New York entre 1954 et 1965.

## Biographie
Il est né à Manhattan et son père, Robert F. Wagner est sénateur. Il étudie à Yale, où il fait partie de l'organisation secrète Scroll and Key. Avant de devenir maire, Wagner est président du borough de Manhattan entre 1950 et 1953. Son élection à la mairie provoque une division au sein du parti démocrate qui initie une querelle entre Eleanor Roosevelt et Carmine DeSapio (en), à la tête du Tammany Hall.
Durant son mandat, Wagner construit des logements et des écoles publics, crée le réseau de l'Université de la Ville de New York, et lutte contre la discrimination pour les logements, basée sur la race, la couleur de peau ou la religion. Il est le premier maire de la ville à employer un nombre significatif de personnes de couleur dans le gouvernement de la ville. Son mandat est aussi marqué par la construction du Lincoln Center for the Performing Arts, et c'est lui qui est à l'initiative des représentations de William Shakespeare à Central Park. Au niveau sportif, le mandat de Wagner est marqué par le départ des Dodgers et des Giants vers la côte ouest. Il organise donc une commission pour voir si ces équipes pourraient revenir à New York. Les New York Mets sont créés à cette occasion.

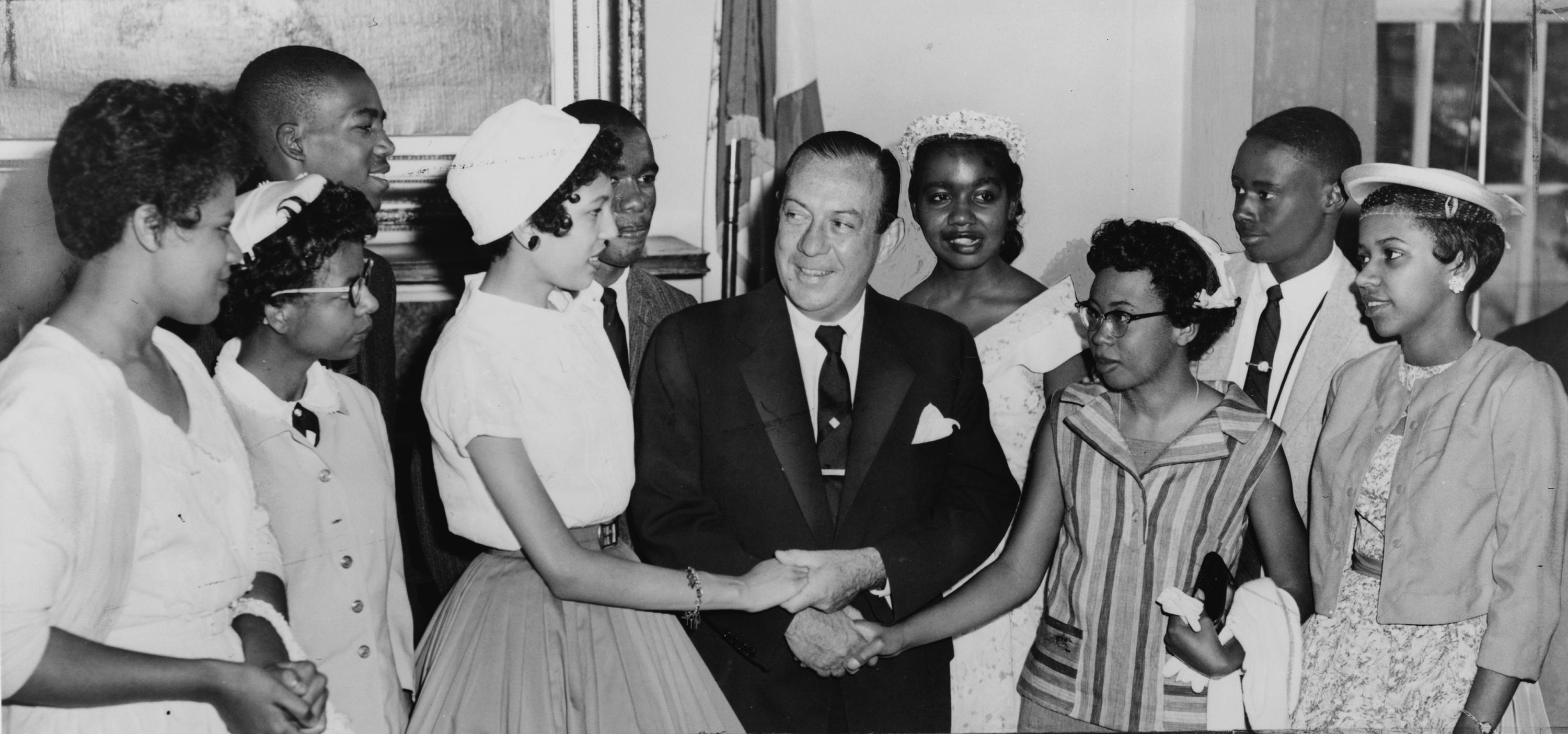
Robert Wagner félicitant des adolescents qui viennent d'intégrer la Central High School à Little Rock dans l'Arkansas.

Après avoir décidé de ne pas se présenter pour un quatrième mandat, Wagner exerce la fonction d'ambassadeur en Espagne de 1968 à 1969. Cette même année, il décide finalement de se présenter pour un quatrième mandat, mais est battu par Mario Procaccino lors des primaires du parti démocrate. Il émet ensuite l'hypothèse d'une candidature quatre ans plus tard, mais se retire avant le début des primaires. En 1978, il est nommé par Jimmy Carter pour le représenter au Vatican où le collège des cardinaux vient d'élire le pape Jean-Paul II. Wagner meurt à Manhattan à cause d'une insuffisance cardiaque en 1991, à l'âge de 80 ans.
La Robert F. Wagner Graduate School of Public Service de l'Université de New York est nommée en son honneur, de même que la Robert F. Wagner, Jr., Secondary School for Arts and Technology de Long Island City, dans le Queens.